# チャスジアメリカムシクイ
チャスジアメリカムシクイ（学名：Dendroica discolor）は、スズメ目アメリカムシクイ科に分類される鳥。

## 生息地
- 繁殖地は、北米東部。
- 南部の個体群は常鳥。
- 他の群の越冬地は、メキシコ北東部・カリブ海諸島。